# Ричардс, Джон (историк)
Джон Ф. Ричардс (англ. John F. Richards; 3 ноября 1938, Эксетер, Нью-Гэмпшир — 23 августа 2007, Дарем, Нью-Гэмпшир) — американский историк, специалист по Индии Великих Моголов, экономической истории Южной Азии, сравнительной глобальной истории, а также по экологической истории. Доктор, профессор Университета Дьюка. Являлся президентом American Institute of Afghanistan Studies.
Был старшим в семье с тремя детьми. Окончил Университет Нью-Гэмпшира (1961) как Valedictorian. Тогда же женился на своей школьной любови. Получил докторскую степень по истории в Калифорнийском университете в Беркли; на основе своей дисс. в 1975 году выпустит книгу. В Калифорнии же родился его первый ребенок. В 1968 году Ричардса нанял Висконсинский университет в Мэдисоне. Вскоре там у него появится второй ребенок. В 1977 году Ричардса нанял Университет Дьюка. После тридцати лет преподавания там, он должен был уйти в отставку в 2007 году, но скончался в последние дни этого срока. В его честь присуждается John F. Richards Prize (лауреаты: 2016 — Nayanjot Lahiri, 2018 — Sebastian Prange). Также в его честь выйдет 'Expanding Frontiers in South Asian History: Essays in Honour of John F. Richards' (CUP, 2012) под ред. Richard M. Eaton.
Автор многих статей, а также книг 'Mughal Administration in Golconda' (OUP, 1975); 'The Mughal Empire' (1993); 'The Unending Frontier: An Environmental History of the Early Modern World' (2003)  {Рец.}; The New Cambridge History of India, Vol. I/5: The Mughal Empire, Cambridge University Press {Рец.: , , }. Редактор Land, Property and the Environment (2001).